# Vern Fleming
Vern Fleming (New York, 4 februari 1962) is een voormalig Amerikaans basketballer. Hij won met het Amerikaans basketbalteam de gouden medaille op de Olympische Zomerspelen 1984.
Fleming speelde voor het team van de University of Georgia, voordat hij in 1984 zijn NBA-debuut maakte bij de Indiana Pacers. In totaal speelde hij 12 seizoenen in de NBA. Hij eindigde zijn carrière bij het Franse Limoges Cercle Saint-Pierre. Tijdens de Olympische Spelen speelde hij 7 wedstrijden, inclusief de finale tegen Spanje. Gedurende deze wedstrijden scoorde hij 54 punten.